# Perdiu xerra
La perdiu xerra (Perdix perdix), també coneguda com a perdiu grisa o simplement com a perdiu o perdriu, és un ocell de l'ordre dels gal·liformes. Es caracteritza per habitar ecosistemes variats, la qual cosa ha permès que aquesta espècie hagi sigut capaç d'adaptar-se tant a Europa, el seu àmbit territorial originari, com a Amèrica del Nord, on ha estat introduïda. A la península Ibèrica sol habitar zones per sobre dels 1.600 metres d'altitud, a diferència de la perdiu roja, més comú.

## Morfologia
- Fa 30 cm de llargària.
- En comparança amb la perdiu roja, té el plomatge més marronós i les ratlles no tan contrastades.
- Té les parts inferiors més clares i el cap castany rogenc. Potes de color gris i no vermell.
- El mascle presenta una taca castany fosca en forma de ferradura al pit.

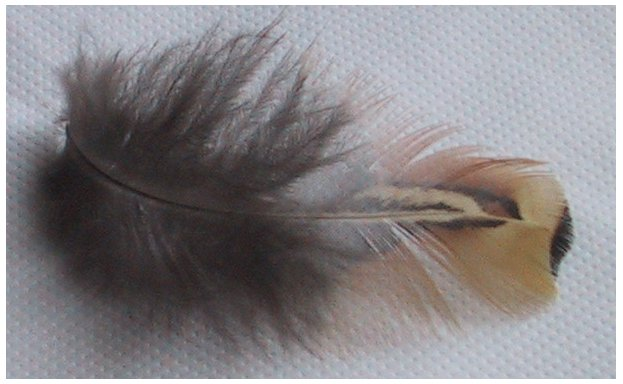
Ploma de perdiu xerra.

## Subespècies
- Perdix perdix lucida (Altum, 1894)
- Perdix perdix perdix (Linnaeus, 1758)
- Perdix perdix sphagnetorum (Altum, 1894)
- Perdix perdix arenicola
- Perdix perdix armoricana
- Perdix perdix borkumensis
- Perdix perdix canescens
- Perdix perdix furvescens
- Perdix perdix hispaniensis
- Perdix perdix hungarian
- Perdix perdix italica
- Perdix perdix robusta

## Reproducció

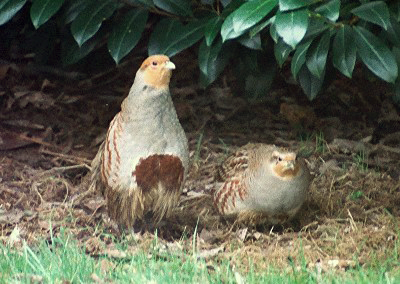
Parella de perdius xerres

Entre els 1.000 i els 2.000 m d'altitud fa un forat a terra que omple amb herba seca, moltes vegades a la vora d'un camí. A l'abril-maig hi pon 12-18 ous, que la femella cova durant 24 dies. Quasi immediatament després de néixer, els petits, que els dos progenitors alimenten, abandonen el niu i després de dues setmanes ja volen.

## Alimentació
Es nodreix amb gra, flors, llavors, cargols, insectes…, més o menys igual que la perdiu roja. Durant els primers deu dies de vida, els pollets de la perdiu xerra només poden menjar insectes i el pares els condueixen als camps de cereals per poder-se-n'hi alimentar.
Si desapareixen els conreus, la perdiu roja és substituïda per la perdiu xerra, que, a la vegada, és més esmunyedissa.

## Hàbitat
Es troba, sovint, estesa per la zona d'Europa que no ocupa la perdiu roja, en terrenys oberts i erms, i també semi-desèrtics, i no es troba tant a la península Ibèrica, on es localitza únicament en zones muntanyenques del nord. Fins i tot, un cop acabada la reproducció pugen a la zona alpina i poden coincidir amb la perdiu blanca.

## Distribució geogràfica
Viu a les muntanyes del nord de la península Ibèrica, a tot Europa (llevat de França) i a l'oest d'Àsia. Als Països Catalans és comuna als Pirineus.
Ha estat introduïda a Nord-amèrica i actualment és present al sud del Canadà i al nord dels Estats Units.

## Costums
Té el costum de dormir en grups, de tal manera que se situa amb el cap mirant enfora del conjunt, alerta a la presència d'algun enemic.

## Observacions
Són objecte de cacera i se'n fan repoblacions.